# Жерминаль (фильм)
«Жерминаль» (фр. Germinal) — франко-бельгийский кинофильм, поставленный режиссёром Клодом Берри в 1993 году. Экранизация романа Эмиля Золя «Жерминаль».

## Сюжет
Сюжет фильма близок к сюжету первоисточника. Бывший механик Этьен Лантье приезжает в шахтёрский городок Монсу, где начинает работать на шахте. Там он влюбляется в Катрин, дочь шахтёра. Когда рабочие на шахте объявляют забастовку, Этьен становится одним из лидеров бастующих. Он надеется, что сможет изменить жизнь работников к лучшему, однако забастовка только усугубляет ситуацию. Напряжение нарастает, приводя к погромам, избиениям и более серьёзным последствиям…

## В ролях
- Рено Сешан — Этьен Лантье
- Жерар Депардье — Туссен Маэ
- Миу-Миу —  жена Маэ
- Юдит Анри — Катрин Маэ
- Жан-Роже Мило — Шаваль
- Жан Карме — Венсан Маэ
- Лоран Терзиефф — Суварин
- Бернар Фрессон — Виктор Данелен
- Жан-Пьер Биссон — Рассеньор
- Жак Дакмен — Филипп Энбо
- Анни Дюпре — мадам Энбо

## Награды и номинации
- 1994 — две премии «Сезар» за лучшую операторскую работу (Ив Анжело) и за лучшие костюмы (Сильви Готреле, Каролин де Вивез, Муадель Бикель), а также 10 номинаций: лучший фильм (Клод Берри), режиссура (Клод Берри), сценарий (Клод Берри, Алетт Лангман), актриса (Миу-Миу), актер второго плана (Жан-Роже Мило), актриса второго плана (Юдит Анри), монтаж (Эрве де Люз), музыка (Жан-Луи Рок), работа художника (Хоанг Тхан Ат), звук (Пьер Гаме, Доминик Эннекен).